# Begraafplaats van Stasegem
De Begraafplaats van Stasegem is een gemeentelijke begraafplaats in het gehucht Stasegem dat deel uitmaakt van de Belgische stad Harelbeke. De begraafplaats ligt aan de Groendreef op bijna 3 km ten zuiden van het centrum van Harelbeke (Sint-Salvatorkerk). Ze heeft een onregelmatig grondplan met een oppervlakte van ruim 6.800 m² en wordt grotendeels omsloten door een draadafsluiting met een haag en bomen. De toegang bestaat uit een tweedelig traliehek. In het westelijke deel van de begraafplaats staat een Crucifix op een verhoogde rotsachtige sokkel. 

## Britse oorlogsgraven
Op de begraafplaats ligt een perk met 23 Britse gesneuvelden uit de Eerste Wereldoorlog (waaronder 2 niet geïdentificeerde). Zij kwamen om tussen 19 oktober en 7 november 1918 tijdens het Geallieerd eindoffensief en werden hier begraven door de Burial Officer (deze officier was verantwoordelijk voor de registratie en begraving van de gesneuvelden) van de 29th Division. Er ligt ook een gesneuvelde uit de Tweede Wereldoorlog (korporaal Thomas Joicey). 
Hun graven worden onderhouden door de Commonwealth War Graves Commission en staan er geregistreerd onder Stasegem Communal Cemetery.

### Graven
- David Stuart McGregor, luitenant bij de Royal Scots werd onderscheiden met het Victoria Cross (VC).[1]
- soldaat H.C. Pearce diende onder het alias H.C. Brown bij het Worcestershire Regiment.